# Cyanopyge
Cyanopyge là một chi bướm ngày thuộc họ Bướm nâu.